# Le Chœur des enfants

Le Chœur des enfants est un téléfilm documentaire réalisé par Emmanuel Descombes. 

## Synopsis
À l'occasion du centenaire des Petits Chanteurs à la Croix de Bois en 2007, ce documentaire suit les 80 membres de la chorale, au château de Glaignes à proximité de Paris, puis en tournée.

## Accueil
Diffusé le 21 décembre 2006, le film d'Emmanuel Descombes a été regardé par 1 233 300 téléspectateurs[réf. nécessaire]. Le Chœur des enfants a ainsi réalisé un score de 15.2% de part de marché - un résultat exceptionnel[réf. nécessaire] pour un documentaire diffusé en 2e partie de soirée[réf. nécessaire]. 
Le documentaire est ensuite visible sur le site internet du Jour du Seigneur et est édité en DVD à la demande par laprocure.com.

## Fiche technique
- Image et Réalisation : Emmanuel Descombes
- Diffuseur : France 2
- Année : 2006
- Durée : 80 minutes
- Produit par : Tetra media - Marie Drogue / Jean-François Boyer
- Avec la participation de France 2, France 5, RTBF, le CFRT et le CNC
- Son : Stephan Bauer
- Montage : Jean-François Giré
- Voix off : Guillaume de Tonquédec[3]
- Tournage : HDV

## Distribution
Les Petits Chanteurs à la Croix de Bois.